# Мрочек, Марчин
Марчин Мрочек (пол. Marcin Mroczek) — польский танцор, певец, актер театра и кино.

## Биография
Марчин Мрочек родился 18 июля 1982 года в Седльце. Окончил Варшавский политехнический институт.
Артистическую карьеру начал в детстве, когда вместе с братом-близнецом танцевал в ансамбле «Caro Dance». В восемнадцатилетнем возрасте начал сниматься в сериале «Л» как любовь».
Участвовал в польском и украинском теле-шоу «Танцы со звёздами», в украинском конкурсе стал победителем. Вместе с Эдитой Хербусь в 2008 году выиграл танцевальный конкурс «Танцевальное Евровидение — 2008».